# Mediaprint
Die Mediaprint GmbH & Co KG ist der größte österreichische Zeitungs- und Zeitschriftenverlag und steht im gemeinsamen Eigentum der deutschen Funke Mediengruppe (vormals: Westdeutschen Allgemeinen Zeitung (WAZ)), des Banken-Konzerns Raiffeisen und der Verlassenschaft nach Hans Dichand. 1988 als Zusammenschluss der Verlage Kronen Zeitung und KURIER gegründet, nimmt Mediaprint deren zeitungswirtschaftlichen Belange in den Bereichen Anzeigen, Druck und Vertrieb wahr.
Im Tageszeitungssektor ist der Verlag marktbeherrschend. Die beiden Zeitungen Kronen Zeitung und Kurier decken 35,3 Prozent des Publikumsmarktes ab, in Ostösterreich sogar deutlich mehr. Mit einem Gesamtumsatz von 428,5 Millionen Euro im Geschäftsjahr 2016/17 ist die Mediaprint-Gruppe nach dem Österreichischen Rundfunk (ORF) das zweitgrößte österreichische Medienunternehmen.
Im Jahr 2001 erfolgte eine Eigentümerverstrickung der Mediaprint mit der größten Magazingruppe Österreichs, der NEWS-Gruppe. Der Zeitschriftenverlag des Kurier mit Titeln wie profil oder trend fusionierte mit dem Zeitschriftenverlag News, mit Titeln wie News, Format oder Woman. Das dabei entstandene Konglomerat wird auch als „Mediamil-Komplex“ bezeichnet.

## Das Unternehmen
Die Geschichte der Gründung der Mediaprint ist eng verknüpft mit der persönlichen und geschäftlichen Fehde zwischen Hans Dichand und Kurt Falk, die bis in die achtziger Jahre gemeinsam die Anteile an der Kronen Zeitung hielten. Im Rahmen eines gerichtlichen Streites entstand ein Vergleich, wonach Dichand die Chance erhalten sollte, Kurt Falk mit fremden Kapital auszuzahlen. Nach Verhandlungen mit mehreren österreichischen Investoren und Banken einigte sich Dichand 1988 mit der deutschen WAZ-Mediengruppe auf einen Preis von 1,6 Milliarden Schilling (heute rund 220,6 Millionen Euro) für 45 Prozent an der Kronen Zeitung. Die restlichen fünf Prozentpunkte von Falks Anteilen kaufte Dichand selbst. Inzwischen hält die WAZ 50 Prozent an der Zeitung.
Nur wenige Monate später stieg die WAZ auch bei der damals zweitgrößten Zeitung Österreichs, dem Kurier, und dessen Zeitschriftengruppe ein. Für 45 Prozent der Anteile bezahlte die WAZ 80 Millionen Schilling. Zur Kurier-Gruppe gehörten damals einige der erfolgreichsten Magazine, wie profil, trend, Wochenpresse, Rennbahn-Express und Basta.
Die WAZ war bestrebt, Modelle zur Kooperation der beiden Zeitungen zu etablieren. So wurde die Tochtergesellschaft Mediaprint gegründet, deren Chefetage mit Repräsentanten von Krone, Kurier und WAZ gestellt wurde. Seither benutzen die Produkte der Gruppe drei gemeinsame Druckzentren in Wien-Inzersdorf, Salzburg und St. Andrä (Kärnten) und kooperieren im Vertrieb. Nach heutigem Kartellrecht wäre dieser Zusammenschluss wohl nicht genehmigt worden. 2001 trat eine etwas strengere Novellierung in Kraft, doch das Konglomerat kann nicht rückwirkend entflochten werden.
Durch ihre schiere Größe und ihrer marktbeherrschenden Stellung kann die Mediaprint laut einem Lehrbuch des Unterrichtsministeriums „Tarife diktieren, mit Kampfpreisen agieren und im Extremfall lokale Mitbewerber und Kleinmedien ruinieren“.

### Mediamil-Komplex: Mediaprint und News-Gruppe
Den nächsten Schritt der Eigentumsverschränkung zwischen den größten Playern der Printlandschaft genehmigte das Kartellgericht (siehe Bundeswettbewerbsbehörde) im Jahr 2001. Der Zeitschriftenverlag des Kurier beteiligte sich mit 30 % an der News-Gruppe. Seitdem erscheinen die Zeitschriften des Kurier-Verlags ebenfalls in der News-Gruppe. Einzig die Redaktionsgesellschaft des profil ist eine eigenständige Tochtergesellschaft des Kurier – sie durfte als Auflage des Gerichts nicht in die Gruppe eingegliedert werden. Auf wirtschaftlicher Ebene – vor allem im Vertrieb – verfolgen die Produkte des Verlags seither eine gemeinsame Strategie. Inhaltlich merklich verändert hat sich nach dem Zusammenschluss lediglich das Wochenmagazin Format, das vom General-Interest-Magazin zur Wirtschaftszeitschrift wurde, um nicht mehr mit dem profil in Konkurrenz zu stehen. 2016 fusionierte die Verlagsgruppe News (VGN) ihre Wirtschaftsmagazine "Trend" und "Format". Seither erscheint das Wochenmagazin unter dem Titel „Trend“.
Wirtschafts- und Justizministerium hatten im Schiedsverfahren Parteistellung – beide erhoben keinen Einspruch. Das österreichische Kartellrecht definiert eine marktbeherrschende Stellung im Medienbereich damit, dass eine Unternehmensgruppe 30 Prozent am Gesamtwerbemarkt lukriert. Das Eigentümerkonsortium legte dem Gericht eine Marktanalyse vor, wonach die neue Magazingruppe nur 17 Prozent des Gesamtwerbemarkts im Zeitschriftensektor abdecke. Laut Daten der MediaWatch (einer Tochter der Austria Presse Agentur) sind es etwa 60 Prozent. Das Kartellgericht kam zur Auffassung, dass die Gruppe 29,42 Prozent des Zeitschriftenwerbemarkts abdecke und genehmigte die Fusion mit Auflagen.
Die Entscheidung des Kartellgerichts ist umstritten. Dies vor allem deshalb, weil das Urteil in sich widersprüchlich begründet ist. So stellte der Senat, bestehend aus einer Berufsrichterin und zwei Laienrichtern, in seinem Urteilsspruch fest, dass es durch den Zusammenschluss „zu einer monopolartigen Beherrschung des Lesermarktes bzgl. politischer Nachrichtenmagazine, nicht aber zu einer Beherrschung des Anzeigenmarktes kommt, wobei unstrittig ist, daß bereits die Beherrschung eines der beiden Märkte die Untersagung des Zusammenschlusses rechtfertigen kann“. Weiters ist im Urteil von einer „äußerst bedrohlichen [...] Beherrschung des Lesermarktes im Zusammenhang mit dem Postulat des Erhaltes der Medien- bzw. Meinungsvielfalt, die durch die Zusage der Weiterführung auch bei Aufrechterhaltung einer selbständigen Redaktion nicht beseitigt wird.“ Es sei vielmehr zu befürchten, dass es „in zunehmend weniger Medien, und zwar einschließlich der Tageszeitungen Neue Kronen Zeitung und Kurier, zu kritischer Berichterstattung kommt, wenn die wirtschaftlichen Interessen auch nur einer der Muttergesellschaften berührt werden“. Über mehrere Seiten wird im Urteil der Zusammenschluss kritisch beschrieben und als demokratiepolitisch unvorteilhaft dargestellt. Im überraschenden letzten Absatz wird das Konglomerat schließlich ohne besondere Begründung genehmigt. In der Zeitungsberichterstattung wurde die Entscheidung des Gerichts mehrfach damit erklärt, dass die sozialpartnerschaftlich nominierten Laienrichter von Wirtschaftskammer und Arbeiterkammer die Berufsrichterin letztlich überstimmt hätten.
Genau wie im Fall der Mediaprint erfolgte nach dem Zusammenschluss eine Reform des Kartellrechts, nach der ein solcher Zusammenschluss wohl nicht mehr genehmigt werden würde.

## Publikationen des Konzerns

### Tageszeitungen
- Krone
- Kurier

### Wochenzeitschriften
- Rieder Magazin

## Standorte
An den drei Standorten der Mediaprint-Druckereien in Wien, Salzburg und Sankt Andrä (Kärnten) werden wöchentlich rund 15 Millionen Zeitungen gedruckt. Dafür werden jede Woche über 1.465 Tonnen Zeitungspapier, mehr als 36.000 Druckplatten und etwa 24 Tonnen Farbe verbraucht.